# 马博敏
马博敏（1947年—），汉族，中华人民共和国政治人物，上海市文化广播影视管理局原党委副书记、艺术总监，中国共产党党员，第十一届全国政协委员。

## 生平
2008年，当选第十一届全国政协委员，代表文化艺术界，分入第二十六组。